# Gabriel Núñez
Gabriel Núñez (6 febbraio 1942 – 11 novembre 2021) è stato un calciatore messicano, di ruolo difensore.

## Carriera
Con la Nazionale messicana ha preso parte ai campionato del mondo 1966, giocando 3 partite.